# Patricia Churchland
Patricia Smith Churchland (ur. 16 lipca 1943) – kanadyjska filozof. Pracuje w znacznej mierze w obszarze filozofii umysłu i neurofilozofii, zajmuje się też neuroetyką. Od roku 1984 wykłada na University of California w San Diego. Badania wykonuje we współpracy z mężem, również filozofem, Paulem M. Churchlandem 
Kształciła się na Uniwersytecie Oksfordzkim, Uniwersytecie Pittsburskim i Uniwersytecie Kolumbii Brytyjskiej. 

## Poglądy
Już w swojej pierwszej książce dała motto swojego neurofilozoficznego projektu, twierdząc, że jeśli chce się zrozumieć umysł, należy najpierw zrozumieć mózg. Jak jednak zaznacza jest to warunek konieczny, a nie wystarczający na drodze do rozwikłania zagadki umysłu.

## Publikacje
- Neurophilosophy: Toward a Unified Science of the Mind-Brain. (1986) Cambridge, Massachusetts: The MIT Press.
- "The Hornswoggle Problem". (1996) San Diego, La Jolla, CA. Journal of Consciousness Studies.
- Brain-Wise: Studies in Neurophilosophy. (2002) Cambridge, Massachusetts: The MIT Press
- Braintrust: What Neuroscience Tells Us about Morality. (2011) Princeton University Press. eBook ISBN 9781400838080; tłumaczenie na polski : Moralność mózgu. Co neuronauka mówi o moralności(2013), Copernicus Center Press, Kraków, tłum. Mateusz Hohoł.
- Touching A Nerve: The Self As Brain. (2013) W. W. Norton & Company. ISBN 978-0393058321
- Conscience: The Origins of Moral Intuition. (2019) W. W. Norton & Company. ISBN 978-1324000891

## Stowarzyszenia naukowe
- Society for Neuroscience
- Philosophy of Science Association
- American Philosophical Association
- Society for Philosophy and Psychology